# Partido di Laprida
Il partido di Laprida è un dipartimento (partido) dell'Argentina facente parte della provincia di Buenos Aires. Il capoluogo è Laprida.

## Toponimia
Il partito, così come il suo capoluogo, sono intitolati a Francisco Narciso de Laprida, presidente del Congresso di Tucumán il 9 luglio 1816, giorno in cui fu proclamata l'indipendenza delle Province Unite del Río de la Plata.